# Miguel Herrán
Miguel Ángel García de la Herrán (Malaga, 25 aprile 1996) è un attore spagnolo, noto per aver vinto il premio Goya nel 2016 come miglior attore rivelazione per la sua interpretazione nel film A cambio de nada.
È noto anche per essere stato uno dei protagonisti delle serie televisive La casa di carta ed Élite, entrambe distribuite su Netflix.

## Biografia
È cresciuto con sua madre nel quartiere di Madrid di Chamberí. È stato scoperto dall'attore e regista Daniel Guzmán quando stava facendo un casting. Nel 2015 viene scelto dallo stesso regista come protagonista del film A cambio de nada. Contemporaneamente al film, Miguel ha studiato un anno al William Layton Laboratory e sta terminando gli studi alla Central de Cine di Madrid, lo stesso luogo in cui Daniel Guzman ha studiato.

## Carriera
È stato scoperto dall'attore e regista Daniel Guzmán mentre stava facendo un "casting sul marciapiede", per il film A cambio de nada.
Ottenne così il ruolo di Dario, che poco dopo gli avrebbe fatto vincere il suo primo Goya come miglior nuovo attore.
Contemporaneamente alle riprese del film, Miguel ha studiato per un anno al William Layton Laboratory, lo stesso luogo in cui ha studiato Daniel, e successivamente ha continuato i suoi studi al Central de Cine di Madrid.
Dopo il Goya, è stato insignito del San Pancracio Revelation Actor allo Spanish Solidarity Film Festival di Cáceres e ad aprile ha ricevuto il Premio RTVA per la "Proiezione del talento andaluso" al Festival di Malaga.
Nel 2016 fa parte del cast di due nuovi film. Ha un piccolo ruolo in El guardián invisible di Fernando González Molina, insieme a Marta Etura ed Elvira Mínguez, e un altro, un po' più importante, nel 1898: Los últimos de Filipinas, diretto da Salvador Calvo e dove condivide una scena con attori come Álvaro Cervantes, Patrick Criado, Karra Elejalde, Luis Tosar. Inoltre, partecipa come protagonista a un cortometraggio per una pubblicità indiana (Gaana) di Bollywood.

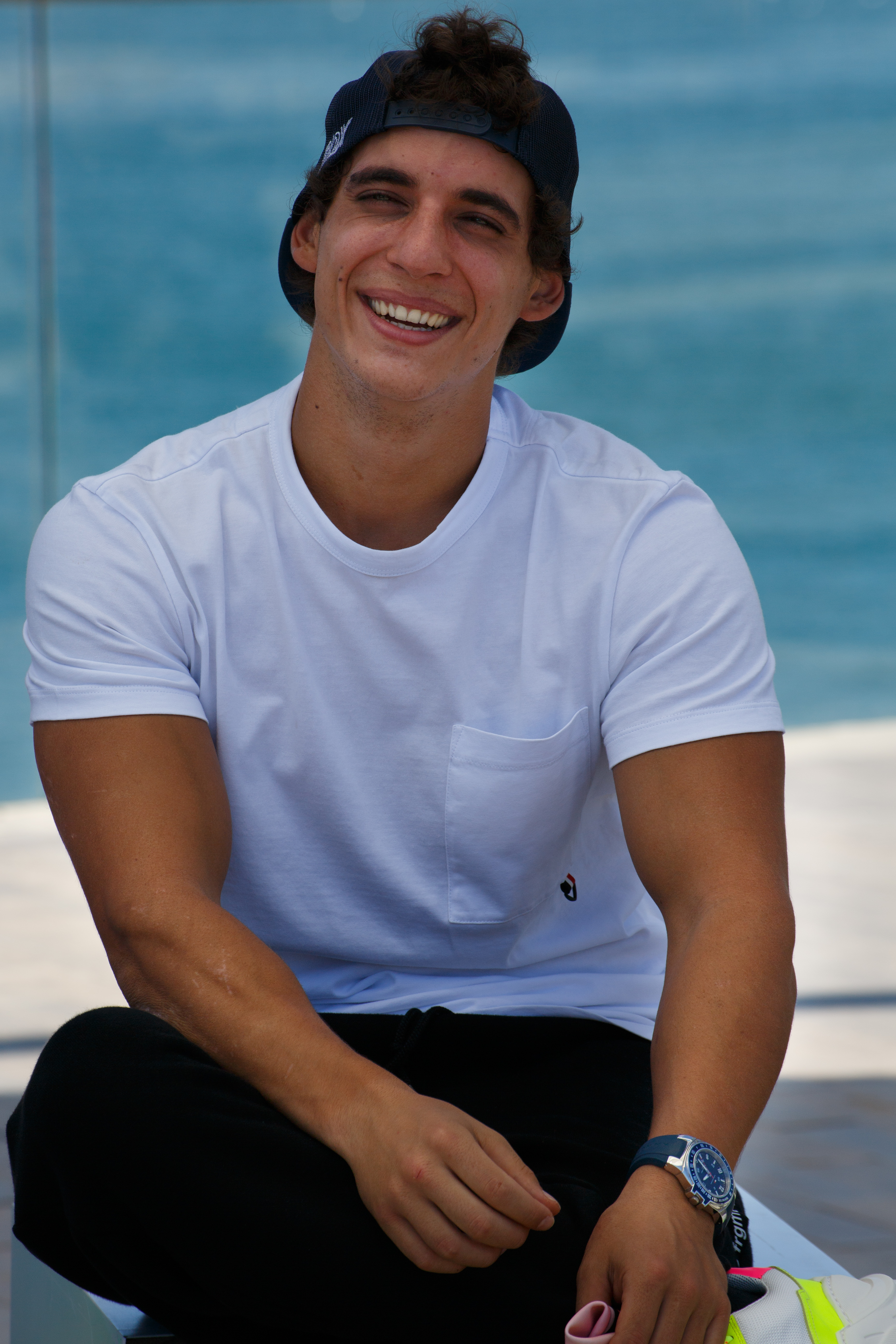
Miguel nel 2020

Nel 2017, Atresmedia ha presentato in anteprima la serie La casa di carta, dove Miguel interpreta Anibal Cortés, alias "Río" e condivide un cast con Álvaro Morte, Úrsula Corberó, Pedro Alonso, Alba Flores e Paco Tous, tra gli altri.
All'inizio del 2018, Netflix ha annunciato che Miguel Herrán avrebbe fatto parte di Élite, la sua seconda serie originale in Spagna dopo Le ragazze del centralino. Inoltre, questa stessa piattaforma annuncia all'evento See What's Next , tenutosi a Roma a metà aprile, la produzione di una nuova stagione de La casa di carta in cui l'attore continua a dare vita al suo personaggio. 
Nel 2019 è uscita su Netflix la terza parte de "La casa di carta" e la seconda stagione di "Élite" , in cui appare solo in un episodio, in quanto è incompatibile combinare le riprese di entrambe le serie.
A settembre 2019 ha iniziato a girare Hasta el cielo, un thriller di rapina diretto da Daniel Calparsoro e con una sceneggiatura di Jorge Guerricaechevarría in cui interpreta Ángel, un giovane che si unisce a una banda di rapinatori che tiene sotto scacco l'intera comunità. In questo lungometraggio, presentato in anteprima il 18 dicembre 2020, partecipano anche Luis Tosar (Rogelio), Carolina Yuste (Estrella) e Asia Ortega (Sole). 
Il 3 aprile 2020 è stata presentata in anteprima la quarta stagione de "La casa di carta". Nell'agosto 2020, ha filmato la quinta stagione della serie, che sarebbe stata l'ultima.
Nell'agosto 2021 ha iniziato a girare Modelo 77, un film diretto da Alberto Rodrígue e in cui recita insieme a Javier Gutiérrez. Il film si sposta nel carcere Modelo di Barcellona nel 1977, in cui Herrán darà vita a un giovane contabile che ha commesso un'appropriazione indebita e viene condannato tra i 10 ei 20 anni. Per ottenere la grazia per questa pena sproporzionata, il giovane si unisce a un gruppo di detenuti che si sta organizzando per chiedere l'amnistia.
Il film è disponibile nelle sale in Spagna dal 23 settembre 2022 e su Movistar Plus+ dal 10 febbraio 2023. 
Il 1 aprile 2022 esce Canallas, un film diretto da Daniel Guzmán, a cui partecipa Herrán.
Nel luglio 2022 ha iniziato a girare Los Farad. Una serie originale di Amazon Prime Video in cui darà vita a Oskar, un giovane che sarà coinvolto in un complotto di traffico d'armi a Marbella negli anni 80. La serie diretta da Mariano Barroso, vedrà protagonista anche Susana Abaitua che darà vita a Sara Farad.

## Filmografia

### Cinema
- A cambio de nada, regia di Daniel Guzmán (2015)
- Nomeolvides, regia di Miguel Berzal de Miguel - cortometraggio (2016)
- 1898: Los últimos de Filipinas, regia di Salvador Calvo (2016)
- Il guardiano invisibile (El guardián invisible), regia di Fernando González Molina (2017)
- Tiempo después, regia di José Luis Cuerda (2018)
- Alegría, tristeza, regia di Ibon Cormenzana (2018)
- Hasta el cielo, regia di Daniel Calparsoro (2020)
- Canallas, regia di Daniel Guzmán (2022)
- Prigione 77 (Modelo 77), regia di Alberto Rodriguez (2022)
- Valle de sombras, regia di Salvador Calvo (2023)

### Televisione
- La casa di carta (La casa de papel) – serie TV, 41 episodi (2017-2021)
- Élite – serie TV, 9 episodi (2018-2019)
- I Farad (Los Farad) – serie TV, 8 episodi (2023)
- Rapina al Banco Central – miniserie TV, 5 episodi (2024)

## Doppiatori italiani
Nelle versioni in italiano delle opere in cui ha recitato, Miguel Herrán è stato doppiato da:
- Mirko Cannella in La casa di carta, Hasta el cielo, Prigione 77, I Farad, Rapina al Banco Central
- Jacopo Calatroni in 1898: Los últimos de Filipinas
- Flavio Aquilone ne Il guardiano invisibile
- Alex Polidori in Élite

## Riconoscimenti

### Premio Goya
- Miglior attore rivelazione, per A cambio de nada (2016)

### Festival di Malaga
- Premio Talento Andaluz RTVA (2016)

### Festival di Solidarietà del Cinema Spagnolo a Caceres
- San Pancracio al Mejor actor revelación, per A cambio de nada (2016)